# Гай Цестилий
Гай Цестилий (Gaius Cestilius) е политик на Римската република през края на 1 век пр.н.е. Произлиза от фамилията Цестилии.
През 57 пр.н.е. Гай Цестилий е народен трибун. Неговите колеги са Тит Аний Мило, Секст Атилий Серан Гавиан, Марк Киспий, Марк Курций Педуцен, Квинт Фабриций, Тит Фадий, Гай Месий, Квинт Нумерик Руф Гракх и Публий Сесций.